# Ernestina Lecuona Casado

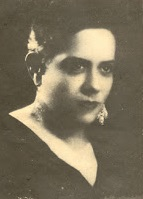
Ernestina Lecuona

Ernestina Lecuona y Casado (Matanzas, 16 de janeiro de 1882 - Havana, 3 de setembro de 1951) foi uma compositora cubana
.
Foi a fundadora da Orquestra de Mulheres de Cuba, em 1937. Sua família era formada por alguns músicos, como seu irmão Ernesto Lecuona e aos 15 anos de idade compôs sua primeira obra.
Fez turnês pela Europa e América do Norte e do Sul (incluindo no Carnegie Hall).